# نظرية كاملة
في المنطق الرياضي ، تكتمل النظرية إذا كانت متسقة ولكل صيغة مغلقة في لغة النظرية ، يمكن إثبات هذه الصيغة أو نفيها . أي أن لكل جملة {\displaystyle \varphi ,} النظرية {\displaystyle T} يحتوي على الجملة أو نفيها ولكن ليس كليهما (أي أيضًا {\displaystyle T\vdash \varphi } أو {\displaystyle T\vdash \neg \varphi } ). لا يمكن أن تكتمل نظريات الدرجة الأولى القابلة للتكرار والتي تكون متسقة وغنية بما يكفي للسماح بصياغة التفكير الرياضي العام ، كما يتضح من مبرهنات عدم الاكتمال الأولى لغودل .
يختلف معنى هذا الاكتمال عن فكرة الاكتمال في المنطق، الذي يؤكد أنه بالنسبة لكل نظرية يمكن صياغتها في المنطق ، فإن جميع العبارات الصالحة دلاليًا هي نظريات قابلة للإثبات (من أجل معنى مناسب لـ "صالح دلاليًا"). نظرية الاكتمال لجودل تدور حول هذا النوع الأخير من الاكتمال.
تغلق النظريات الكاملة تحت عدد من الشروط تشكل نموذج مخطط T داخليًا:
- لمجموعة من الصيغ {\displaystyle S} : {\displaystyle A\land B\in S} إذا وفقط إذا {\displaystyle A\in S} و {\displaystyle B\in S}
- لمجموعة من الصيغ {\displaystyle S} : {\displaystyle A\lor B\in S} إذا وفقط إذا{\displaystyle A\in S} أو {\displaystyle B\in S} .

تعد المجموعات المتسقة القصوى أداة أساسية في نظرية النموذج للمنطق الكلاسيكي والمنطق الشرطي . عادة ما يكون وجودها في حالة معينة نتيجة مباشرة توطئة Zorn's lemma ، استنادًا إلى فكرة أن التناقض ينطوي على استخدام عدد محدود فقط من المقدمات. في حالة المنطق الشرطي ، يمكن إعطاء مجموعة المجموعات المتسقة القصوى التي تمتد لنظرية T (مغلقة بموجب قاعدة الضرورة) بنية نموذج T ، يسمى النموذج القياسي canonical.

## أمثلة
بعض الأمثلة على النظريات الكاملة هي:
- حساب Presburger
- بديهيات تارسكي للهندسة الإقليدية
- نظرية الأوامر الخطية الكثيفة بدون نقاط نهاية
- نظرية الحقول المغلقة جبريًا لخاصية معينة
- نظرية الحقول المغلقة الحقيقية
- كل نظرية معدودة قاطعة
- مجموعة من ثلاثة عناصر